# Emy Ferjanc

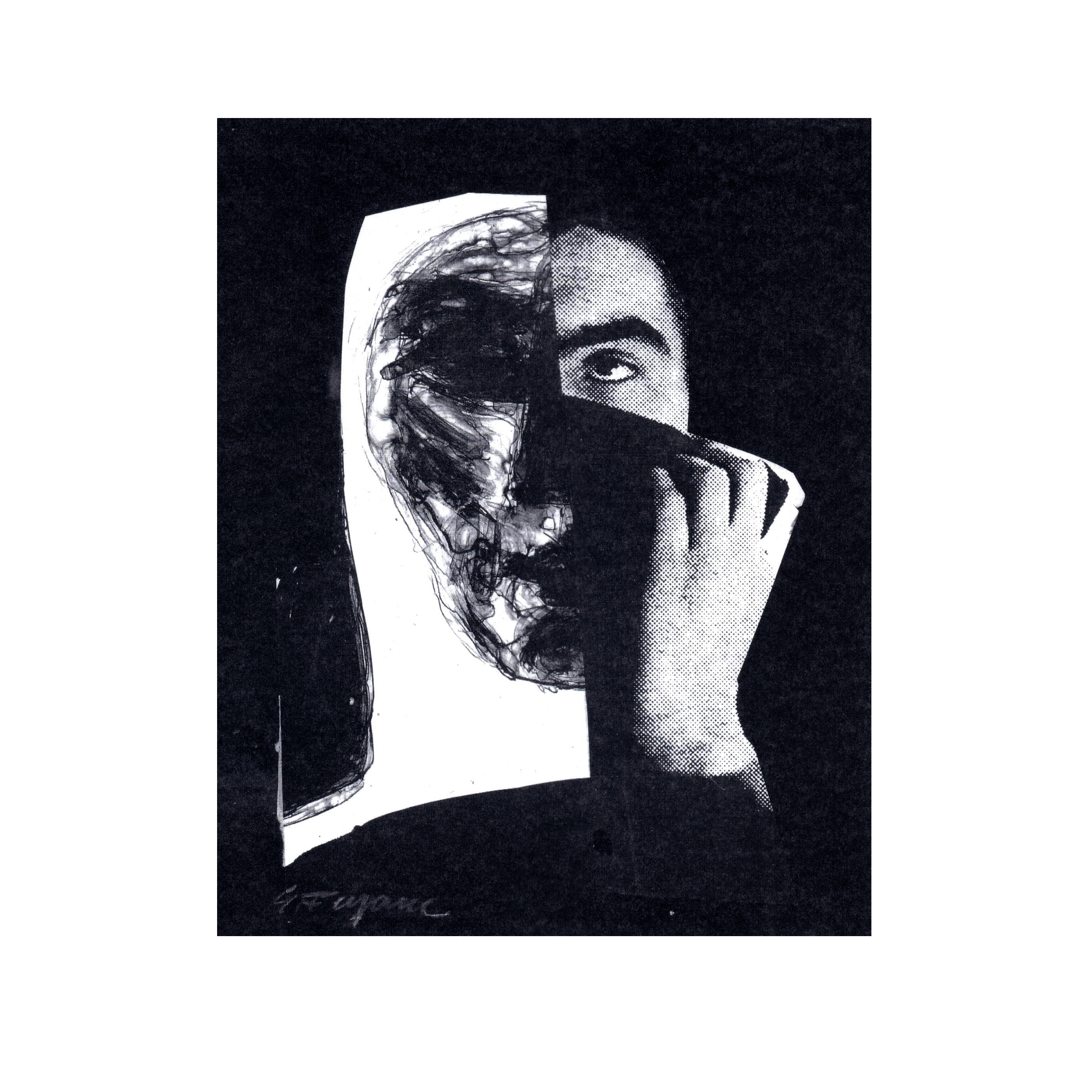
Selbstbildnis

Emy Ebner-Ferjanc (* 9. Oktober 1917 in Wien; † 28. August 2010 ebenda) war eine österreichische Künstlerin. Sie war Malerin, Grafikerin und Keramikerin und lebte in Wien. Ihre letzte Ruhestätte befindet sich auf dem Wiener Zentralfriedhof.

## Leben und Werke
Emy Ferjanc besuchte die Pflichtschule in Wien.
Sie studierte von 1935 bis 1940 an der Kunstgewerbeschule in Wien Grafik bei Kirnik und von 1940 bis 1945 an der Akademie der bildenden Künste Wien bei Dimmel. Sie schloss ihre Ausbildung 1945 mit Diplom ab. Ab 1946 arbeitete sie als freischaffende Künstlerin in Wien und in der Schweiz. 
Zwischen 1952 und 1955 gestaltete sie unter anderem Bucheinbände und Illustrationen für verschiedene Verlage wie Desch, Donauland, Herder und Wancura.
Vielseitigkeit kennzeichnet das Werk Emy Ferjanc. In ihrem Nachlass finden sich Handzeichnungen, Aquarelle, Collagen, Öl- und Acrylbilder, Keramiken und Wandgestaltungen aus verschiedenen Materialien.
Von 1959 bis 1975 schuf Ferjanc zahlreiche Wandgestaltungen an öffentlichen und privaten Bauten. Vor allem für die Stadt Wien hat die Künstlerin  farbige Wandgestaltungen aus keramischen Material ausgeführt. Die Wandgestaltung im Verwaltungsgebäude des Großmarktes Inzersdorf (1972, 18 m²), zwei großformatige Wandgestaltungen in der Pausenhalle in einer Schule in Wien 22 (1975, 43 m²) sowie ein Portalmosaik auf einem Gemeindebau in der Lazarettgasse sind erhalten.

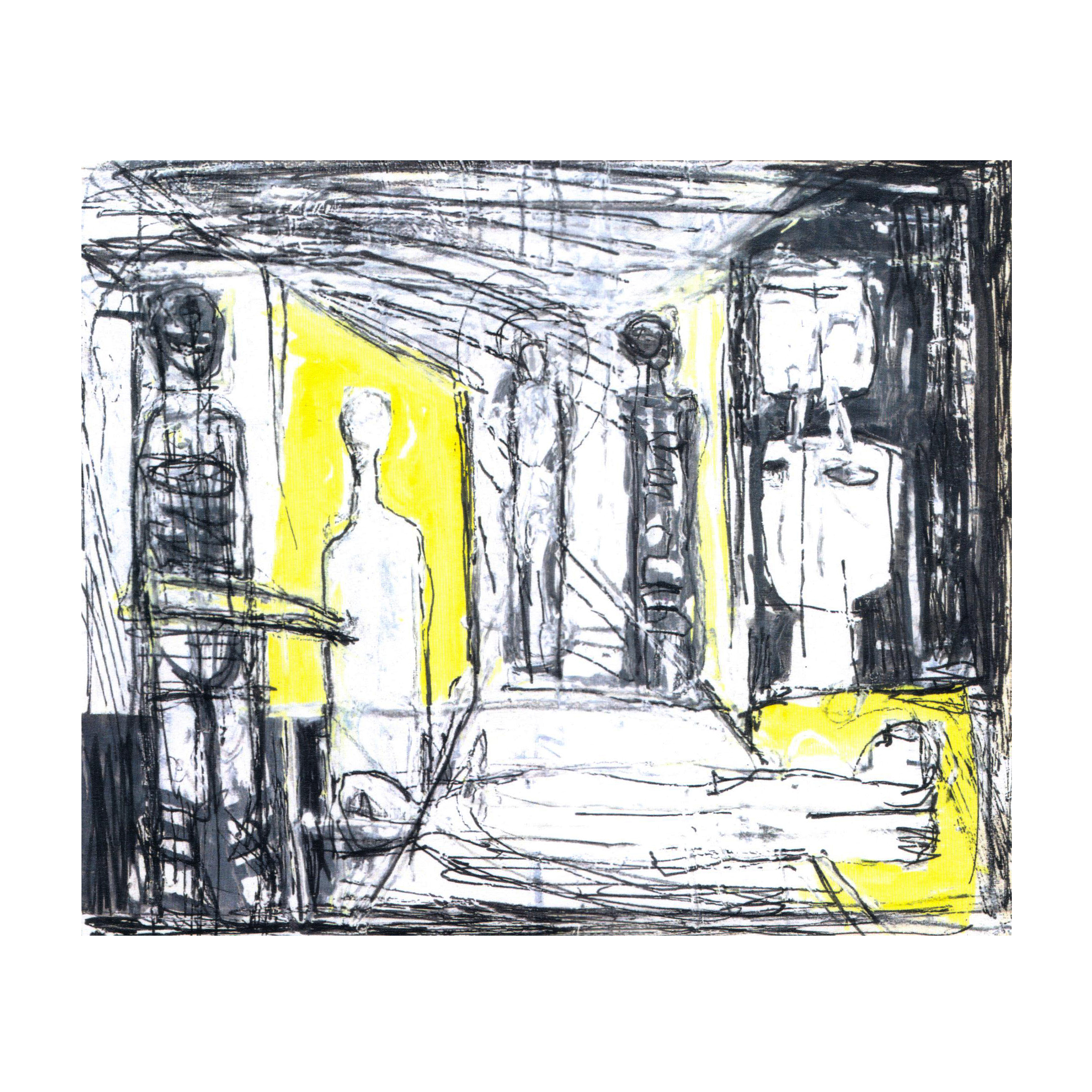
Freiheit
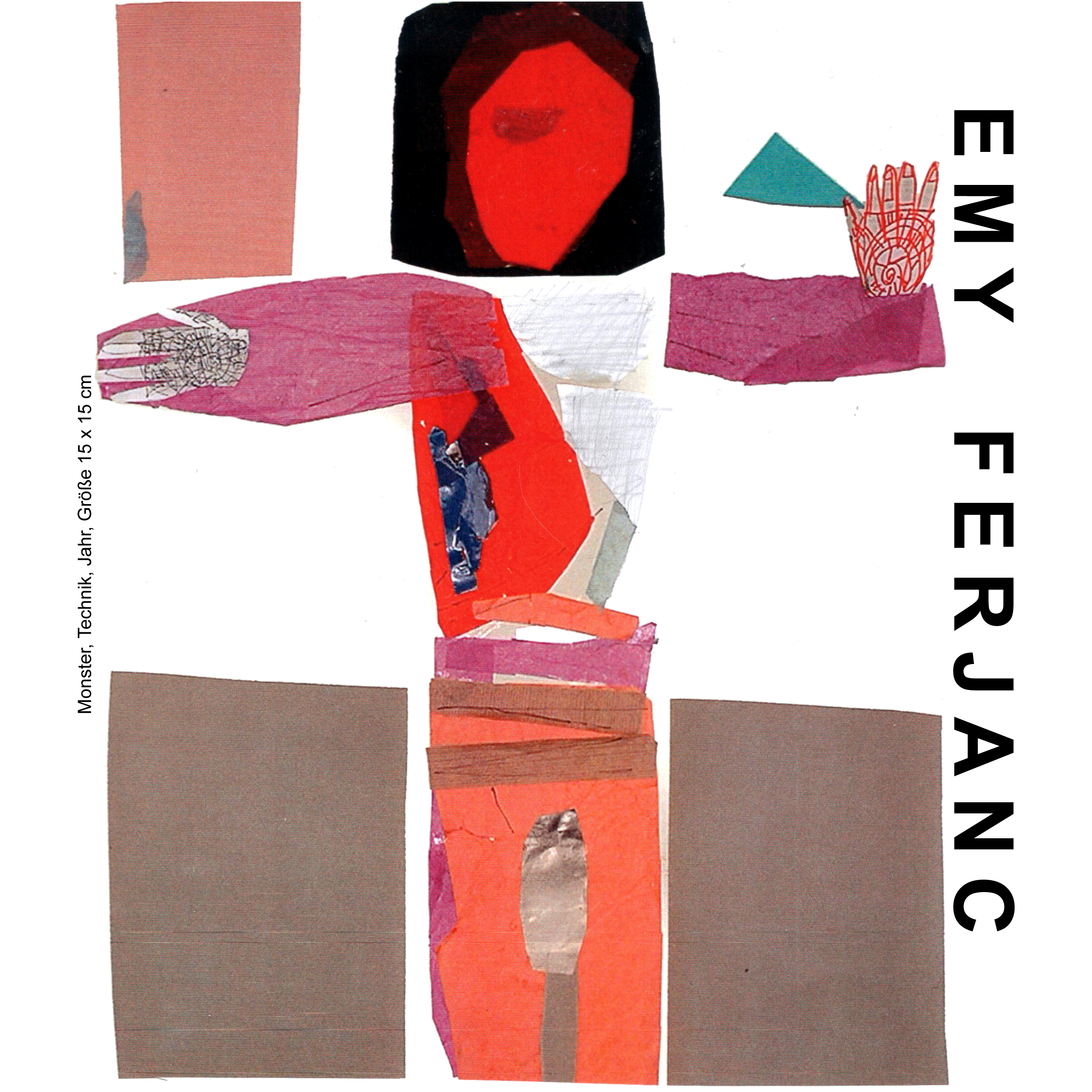
Monster Mensch
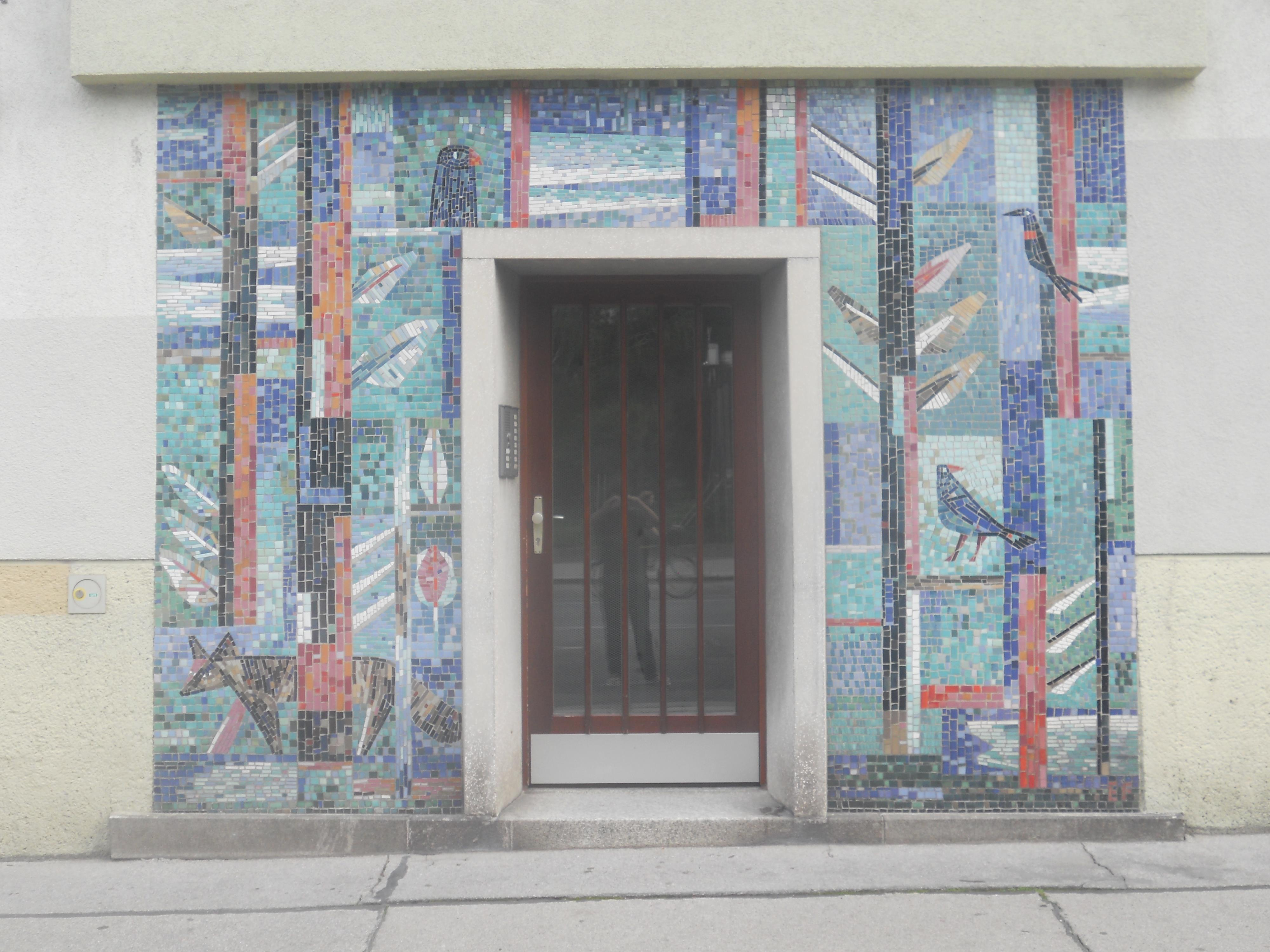
Portalmosaik „Wald“ in der Lazarettgasse 13a

1979 wurde Emy Ferjanc der Berufstitel Professor durch das Bundesministerium für Unterricht und Kunst verliehen.

## Kunst im öffentlichen Raum
- 1959 Mosaik in Wien 9 im Auftrag des Kulturamtes der Stadt Wien
- 1961–63 Gobelinentwürfe zur Ausführung auf Jute gemalt: Hotel Panhans, Semmering; Hotel Wien, Rotterdam; Palais Palffy, Wien
- 1965 "WIG", Wandgestaltung in der Rezeption
- 1967 Adolf-Schärf-Studentenheim, Wien, Acryl-Wandgestaltung
- 1972 Keramische Wandgestaltung 18 m², Entwurf und Ausführung, Verwaltungsgebäude Großmarkt Inzersdorf im Auftrag des Kulturamtes der Stadt Wien
- 1975 Keramische Wandgestaltung 43 m², Entwurf und Ausführung, Pausenhalle, Schule in Wien 22 im Auftrag des Kulturamtes der Stadt Wien

## Auszeichnungen
- 1939 Kunstgewerbeschule, Staatspreis
- 1941 Meisterschulpreise der Akademie der bildenden Künste, Wien
- 1943 Meisterschulpreise der Akademie der bildenden Künste, Wien